# 羅津港線
羅津港線（朝鲜语：／ Rajinhang sŏn */?）是朝鮮民主主義人民共和國罗先特别市的一條鐵道線路，站點為罗津站到罗津港站。

## 路线概况
- 距离：3.0
- 车站数：2
- 轨距：1435mm
- 电气化区间：直流3kV
- 复线区间：无